# Pont Henri-IV (Soulaines-Dhuys)
Pour les articles homonymes, voir Pont Henri-IV.
Le pont Henri-IV est un pont situé à Soulaines-Dhuys, en France.

## Description
Pont en pierre, enjambant la Laine. 

## Localisation
Le pont est situé sur la commune de Soulaines-Dhuys, dans le département français de l'Aube.

## Historique
Pont datant de 1607, date inscrite sur la clef de voûte du pont. 
L'édifice est inscrit au titre des monuments historiques en 1996.